# 和田街街道
和田街街道，是中华人民共和国新疆维吾尔自治区乌鲁木齐市沙依巴克区下辖的一个乡镇级行政单位。

## 行政区划
和田街街道下辖以下地区：
建机社区、和田街社区、交通社区、公安社区、水利社区、东一街社区、东二街社区、黄河社区、三建社区和邮电社区。